# Magnus Palm
Magnus Gustav Palm, född 25 mars 1955, är en svensk journalist och förläggare.
Magnus Palm var redaktör för Bonniers litterära magasin 1991. Han har varit verksam inom Bonnierkoncernen, bland annat som korsordschef till 2010. År 2010 tillträde han som ansvarig för att starta specialtidningar på Forma Publishing Group, och på Egmont Tidskrifter som 2014 övertog Formaförlagets tidskrifter. 
När Magnus Palm var redaktör för Bonniers litterära magasin väckte Erik Wijk uppmärksamhet, när han i ett par stora artiklar i Dagens Nyheter våren 1990 och i BLM nr 2/1991 angrep postmodernismen i den samtida svenska litteraturen. Den senare artikeln ledde till att Magnus Palm tvingades avgå som redaktör för BLM.